# Вікторія (гора, хребет Боу)
Вікторія (англ. Mount Victoria) — гора заввишки 3464 м на кордоні між Британською Колумбією та Альбертою у гірському хребті Боу, що в Канадських Скелястих горах. Розташована на північний схід від озера О'Гара в національному парку Його, а також є частиною національного парку Банф і знаходиться на континентальному вододілі (яким визначається межа між провінціями у цьому регіоні).
Гора розташована із західного боку перевалу Ебот, той час як гора Лефрой лежить на східній стороні.
Гору було названо Дж. Норманом Коллі в 1897 році на честь королеви Вікторії.
Перше вдале сходження здійснили в 1897 році Дж. Норман Коллі, Артур Майкл, Чарльз Фей та Петер Зарбах.

## Геологія
Гора Вікторія складається з осадових порід, відкладених під час кембрійського періоду. Сформовані в мілководних морях, осадові породи були підсунуті на схід поверх молодших порід під час ларамідського горотворення.

## Клімат
За кліматичною класифікацією Кеппена гора Вікторія розташована в субарктичному кліматі з холодними, сніжними зимами та м'яким літом. Температура може опуститися нижче −20 °C, а з врахуванням вітрового коефіцієнта — нижче -30 °C.

## Галерея

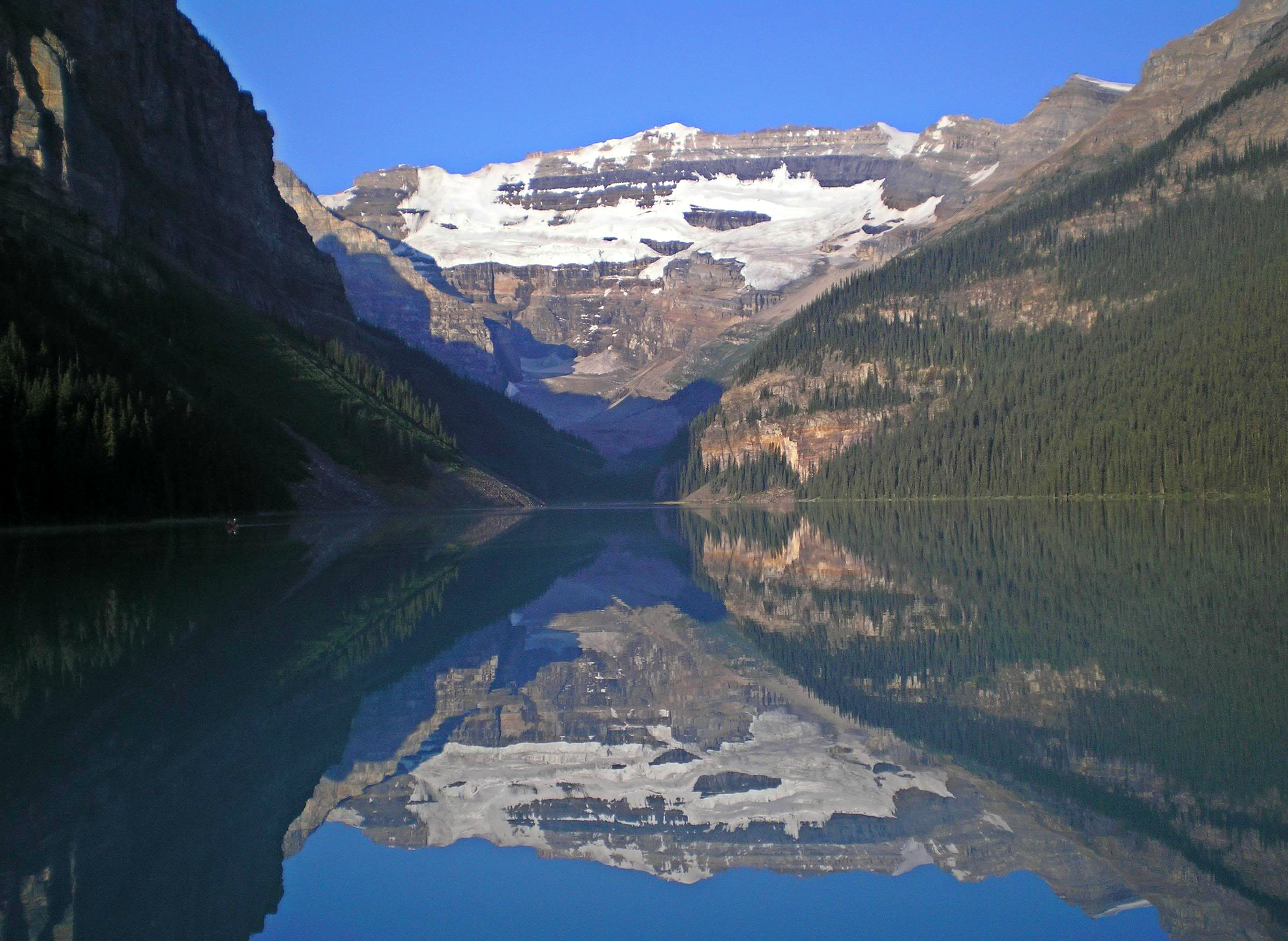
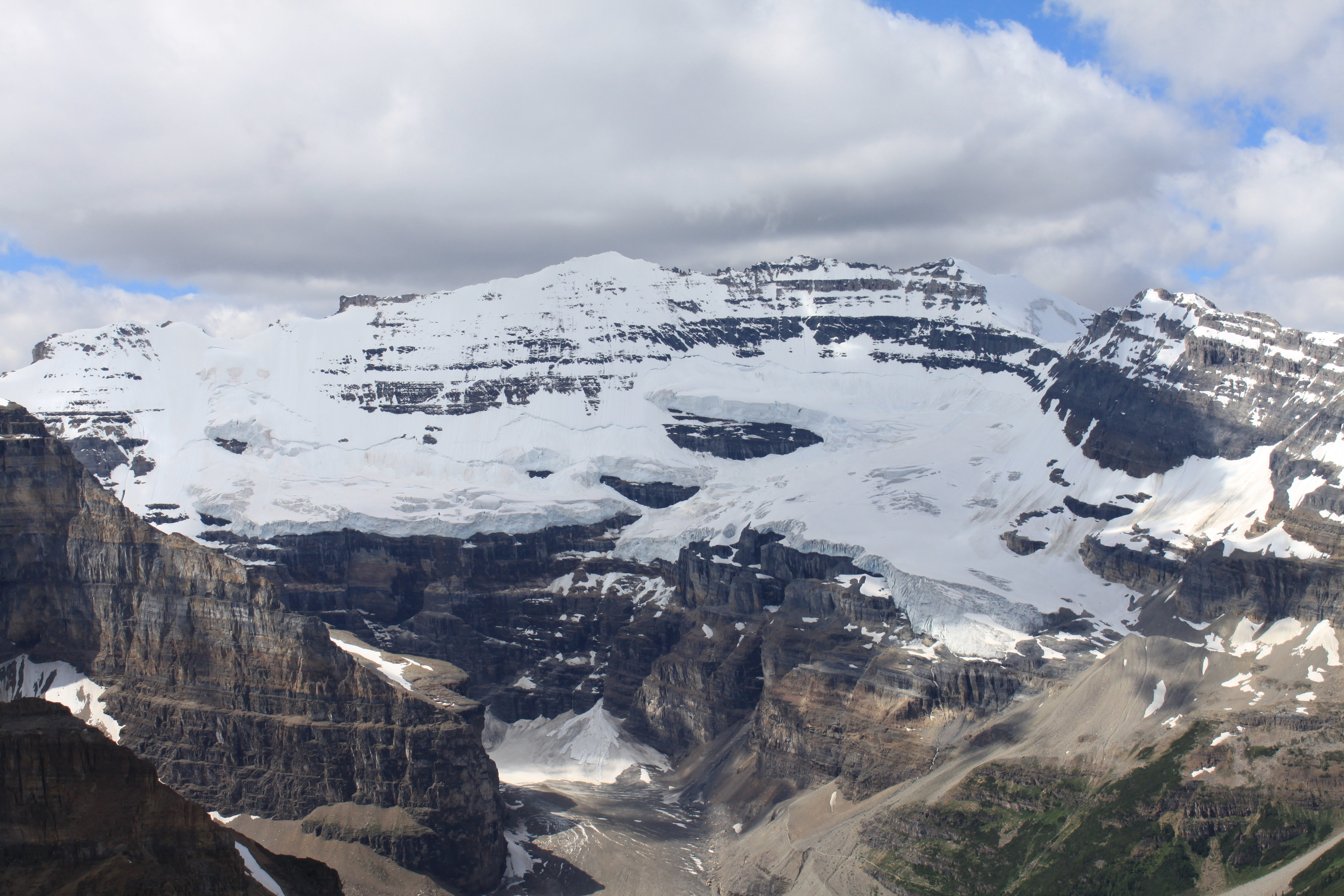

- Гора Вікторія відображена в озері Луїза
- Гора Вікторія з вершини гори Ферв'ю.